# 扎盧奇恰 (科洛梅亞區)
48°28′56″N 25°9′31″E / 48.48222°N 25.15861°E
扎盧奇恰（烏克蘭語：Залуччя），是烏克蘭的村落，位於該國西部伊萬諾-弗蘭科夫斯克州，由科洛梅亞區負責管轄，始建於1441年，面積9.57平方公里，2001年人口692，人口密度每平方公里72.3人。